# Tecla de Kitzingen
Tecla de Kitzingen o Tecla de Inglaterra (Wimborne, Dorset, ? - Kitzingen, Baviera, 790 d. C.) fue una monja, abadesa benedictina y santa católica inglesa.
Fue monja en la abadía de Wimborne (Dorset, Inglaterra) desde donde su abadesa, Tetta, la envió a Baviera para asistir a san Bonifacio en su trabajo misional. El propio san Bonifacio la nombró abadesa de las abadías bávaras de Ochsenfurt y Kitzingem, esta última fundada supuestamente por Santa Adeloga.
Durante la Edad Media, los restos de Tecla fueron objeto de devoción en Kitzingen, pero se extraviaron durante la Guerra de los campesinos alemanes.
Tecla era familiar de santa Lioba.  Su festividad es el 15 de octubre.